# Minnetonka
Minnetonka – miasto w północnej części Stanów Zjednoczonych, w stanie Minnesota. Położone w hrabstwie Hennepin.